# Chirolophis decoratus
Chirolophis decoratus és una espècie de peix de la família dels estiquèids i de l'ordre dels perciformes.

## Descripció
- Fa 42 cm de llargària màxima i és de color marró clar amb taques de color blanc a crema (més pàl·lid per sota). Presenta àrees irregulars clares al dors, franges clares verticals a la zona inferior i bandes fosques a les aletes dorsal, caudal i anal.
- 61-62 espines i cap radi tou a l'aleta dorsal.
- 1 espina i 44-51 radis tous a l'aleta anal.
- Aleta caudal arrodonida.[8][9][10]

## Hàbitat i distribució geogràfica
És un peix marí, demersal (fins als 91 m de fondària) i de clima temperat, el qual viu al Pacífic nord: les zones de marees de fons rocallosos i algues des de Kamtxatka (Rússia), el mar de Bering i les illes Aleutianes fins a Alaska, la costa pacífica del Canadà (la Colúmbia Britànica), Washington i la badia de Humboldt (Califòrnia, els Estats Units).

## Observacions
És inofensiu per als humans.